# Música sacra

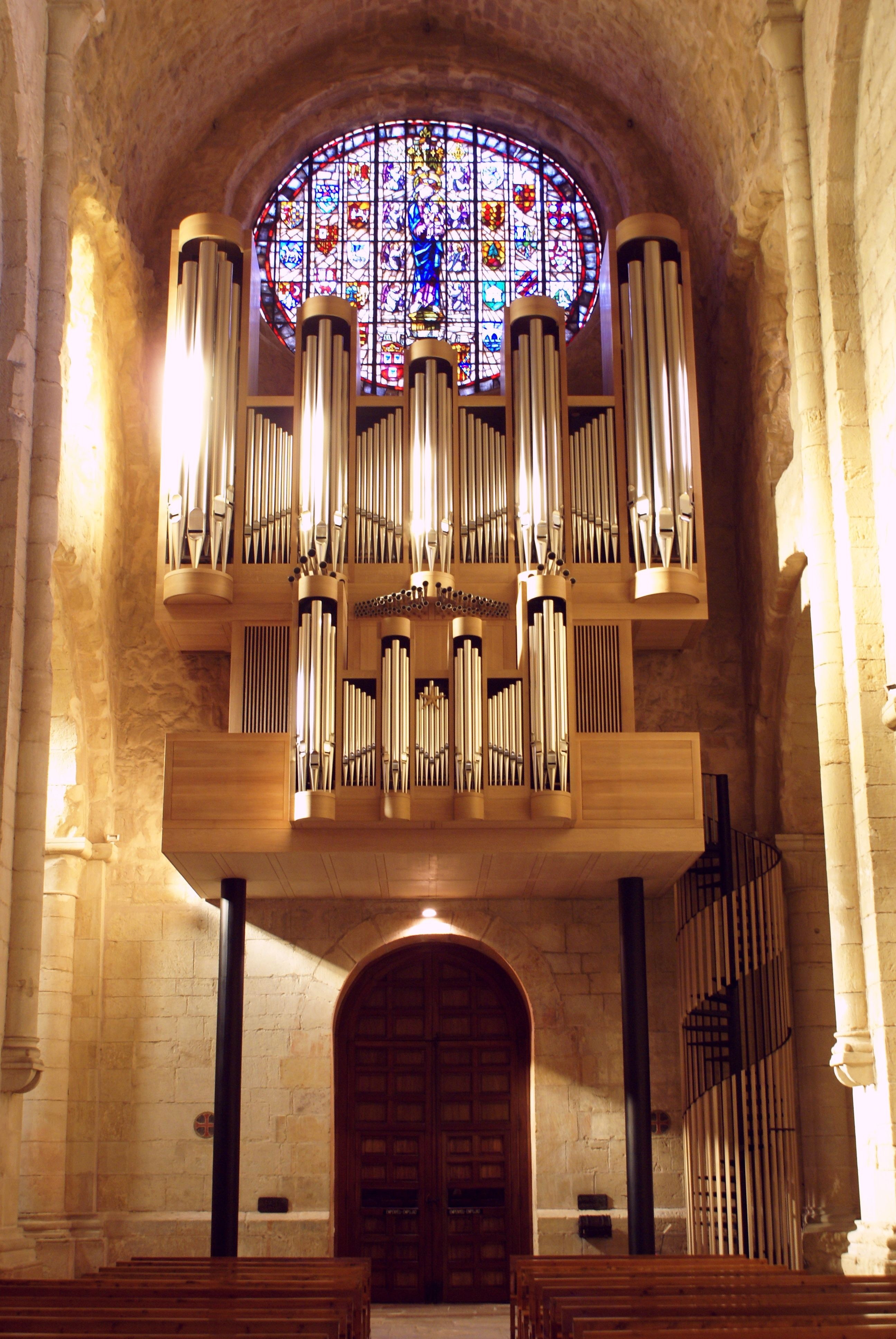
Orgue del Monestir de Poblet, al fons de l'església.

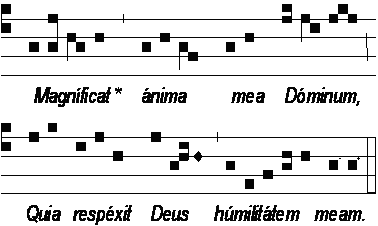
Magníficat gregorià

La música religiosa, o música sacra, és aquella que té com a finalitat principal servir a una pràctica religiosa. Habitualment es considera que la música religiosa és música vocal o cantada, ja sigui amb acompanyament instrumental o sense, amb text religiós. De totes maneres, també cal considerar que hi ha música instrumental, i que -per tant- no vehicula cap text religiós, que ha estat especialment composta per sonar mentre es duen a terme pràctiques religioses. Aquest és el cas, per exemple, de molta música d'orgue en el context de l'església catòlica.
És molt comú a la música religiosa que els seus trets estilístics estiguin molt normativitzats per les jerarquies que estableixen tota mena de normes al voltant de les diverses expressions d'una determinada religió, de manera que moltes expressions de la música religiosa pertanyents a una mateixa confessió i període acostumen a tenir característiques sensiblement semblants.
Un cas especial de la música religiosa és la música litúrgica, que és la que ha estat especialment composta per sonar en la litúrgia.
La música religiosa adopta moltes formes i varia segons les cultures. Religions com l'islam, el judaisme i el sinisme ho demostren, dividint-se en diferents formes i estils de música que depenen de diverses pràctiques religioses. De vegades, la música religiosa utilitza instruments similars a través de les cultures. L'ús de tambors (i la percussió), per exemple, es veu habitualment en nombroses religions com el rastafari i el sinisme, mentre que els instruments de vent (la trompa, el saxòfon, la trompeta i les seves variacions) es poden trobar habitualment a l'islam i el judaisme.
Cada religió, cada forma de música religiosa, dins de la religió específica, difereix segons un propòsit diferent. Per exemple, en la música islàmica, alguns tipus de música s'utilitzen per a l'oració mentre que d'altres s'utilitzen per a celebracions.
La música juga un paper important en moltes religions. En algunes religions, com el budisme, la música ajuda a les persones a calmar la ment i a concentrar-se abans de la meditació. En la música sikh, coneguda com a Kirtan, la música ajuda a les persones a connectar amb els ensenyaments de la religió i amb Déu. Algunes altres religions, com l'islam, utilitzen la música per recitar la paraula del seu llibre sagrat. Algunes religions relacionen la seva música amb músics no religiosos. Per exemple, la música rastafari està molt relacionada amb la música reggae. La música religiosa ajuda les persones de totes les religions a connectar amb la seva fe i recordar els seus valors religiosos.

## Música budista
La música budista és música creada o inspirada pel budisme i forma part de l'art budista.

### Cant budista
El cant budista és una forma de vers musical o encanteri, similar a les recitacions religioses d'altres religions. El cant budista és el mitjà tradicional de preparar la ment per a la meditació, especialment com a part de la pràctica formal (ja sigui en un context laic o monàstic). Algunes tradicions budistes també utilitzen el cant com a forma de pràctiques devocionals.
A més dels cants, en certes tradicions budistes, es fan ofrenes musicals en honor de la Triple Gema, que consisteixen en música tradicional interpretada per especialistes o en la música ritual que acompanya el cant. Un exemple significatiu es troba en la tradició de Sri Lanka, on els percussionistes realitzen una cerimònia tradicional com a ofrena musical, també coneguda popularment com a Sabda-Puja.

## Música cristiana
Segons uns quants estudiosos, la música més antiga de l’Església cristiana va provenir de la música de culte jueva, amb alguna influència siríaca addicional. Es creu que aquesta música es trobava en algun punt entre cantar i parlar, o parlar amb una cadència ritual entesa. Tanmateix, hi ha una altra opinió que les arrels de la música cristiana primitiva provenen dels primers ordes monàstics ascètics.

### Himnes
La música cristiana s'ha diversificat amb el temps, reflectint tant les seves arrels centenàries com els estils musicals més contemporanis. Milers de cançons de lloança o culte d'estil tradicional, anomenades himnes  (de la paraula grega hymnos que significa 'cançó de lloança'), es van escriure durant centenars d'anys. Finalment, aquestes cançons es van recopilar en llibres anomenats 'himnaris', dels quals els pastors i els congregants llegien durant els serveis cristians, una pràctica que continua en moltes esglésies avui dia.
Abans del segle xviii, els himnaris cristians es publicaven com a textos independents sense partitures musicals. El primer himnari americà amb text i cançó es va publicar el 1831. A Europa, l’Església d'Anglaterra no va permetre oficialment que es cantessin himnes fins al 1820. Originalment, els himnes es cantaven alineant la lletra, és a dir, el pastor cantava un vers i després la congregació el repetia. Això es feia perquè, en aquella època, els llibres eren cars, per la qual cosa era econòmic proporcionar al pastor d'una església una còpia des de la qual tothom pogués cantar.

### Música cristiana a l'era moderna
Els mètodes moderns de publicació han fet que els himnaris siguin molt més accessibles al públic avui dia que abans. Per tant, la pràctica de linear la lletra dels himnes ha desaparegut en gran mesura, tot i que es continua practicant en algunes esglésies tradicionals. Al segle XX, la música cristiana s'ha desenvolupat per reflectir l'aparició d'una àmplia gamma de gèneres musicals, com ara rock, metal, pop, jazz, contemporani, rap, espiritual, country, blues i gospel. L'ús de gèneres i estils musicals específics en els serveis religiosos actuals varia segons les denominacions cristianes i segons les preferències personals dels pastors i membres de l'església. A finals del segle XX, hi ha hagut una preferència generalitzada a les esglésies menys tradicionals per utilitzar música contemporània (en particular, cançons de lloança i adoració, que intenten preservar la intenció religiosa dels himnes però utilitzen lletres contemporànies i un so musical més modern), així com música gospel i espiritual.

## Música hindú
La música hindú és música creada per a l'hinduisme o influenciada per aquest. Inclou la música carnàtica, la música clàssica índia, la música clàssica hindustaní, el kirtan, el bhajan i altres gèneres musicals. Els raagas són una forma comuna de música hindú a l'Índia clàssica. Els vedes també són presents a la música hindú.
Un bhajan és una cançó devocional hindú, sovint d'origen antic. Els bhajans solen ser cançons senzilles en un llenguatge líric que expressen emocions d'amor per la Divinitat, ja sigui per un sol Déu i Deessa, o per qualsevol nombre de divinitats. Molts bhajans presenten diversos noms i aspectes de la deïtat escollida, especialment en el cas dels sahasranamas hindús, que enumeren els 1008 noms d'una divinitat. S'atribueix una gran importància al cant de bhajans amb Bhakti, és a dir, devoció amorosa. Rasanam Lakshanam Bhajanam significa l'acte pel qual ens sentim més a prop del nostre jo interior o Déu, és un bhajan. Els actes que es fan per a Déu s'anomenen bhajan.
Generalment, tota la música dedicada a la deessa Mare Kali s'anomena Shyama Sangeet en bengalí. Dos cantants famosos d'aquest Shyama Sangeet bengalí són Pannalal Bhattacharya i Dhananjay Bhattacharya. El germà gran de Pannalal Bhattacharya, Prafulla Bhattacharya, i el germà mitjà Dhananjay Bhattacharya van ser els primers professors de música del sant artista Pannalal Bhattacharya. Dhananjay Bhattacharya va deixar de cantar cançons devocionals després de trobar esperit devocional en el seu germà Pannalal. Tanmateix, després de la mort de Pannalal Bhattacharya, va tornar a contribuir a la música bengalí amb moltes cançons devocionals amb la seva veu dolça i melodiosa.
Un raga o raag (rāga; també raaga o ragam; literalment 'acolorir, tenyir') és un marc melòdic per a la improvisació similar a un mode melòdic en la música clàssica índia.

## Música islàmica
La música islàmica es presenta en moltes formes. Cada forma s'utilitza per a diferents propòsits, com ara per a oracions i concentració completa en Al·là (Déu), mentre que l'altra és entreteniment, però també inclou aquest aspecte religiós.

### Oració
L'oració islàmica és un tipus de música religiosa que els musulmans utilitzen quan resen i adoren Al·là. Aquestes oracions (en àrab, l'oració és Salah) es fan cinc vegades al dia. Aquestes oracions es duen a terme mirant la Meca mentre estan drets, amb els dos genolls a terra i inclinant-se. Durant l'oració, les recitacions solen ser del llibre sagrat islàmic: l’Alcorà. Al llarg del dia, a la Meca, aquestes oracions connecten el poble musulmà a través d'una sèrie d'oracions melòdiques que sovint s'amplifiquen per tota la ciutat. En l'islam, la implicació de l'oració, i en aquest cas el Salah, és per al ritual, ja que es creu que és la paraula directa de Déu que s'ha de realitzar col·lectivament, així com individualment.

### Música sufí
El sufisme, la dimensió mística de l'islam, defensa la pau, la tolerància i el pluralisme, així com la música com a mitjà per millorar la relació amb Déu. La música sufí té com a objectiu apropar els oients a Déu. El profund impuls de dissoldre el regne físic i transcendir a l'univers espiritual, que es produeix a través de la pràctica d'escoltar música, cantar i girar, i culminar en l'èxtasi espiritual, es troba al cor de les lletres sufíes. Com que la música es veu com una eina perquè el creient s'acosti al sagrat, el so i la música són importants per a l'experiència bàsica del sufisme. Per tant, la música sufí és música creada per i per a l'ànima.

### Naat
L'altra forma de música islàmica és el Naat. La paraula Naat té orígens àrabs i es tradueix com a lloança. Un poema que lloa el profeta islàmic Mahoma es coneix com a Naat (نعت) en urdú. El primer naat data de l'època de Mahoma i va ser escrit en àrab. Més tard es va estendre per tot el món i va arribar a diverses literatures, com ara l'urdú, el punjabi, el sindhi, el paixtu, el turc, el saraiki i més. Els Naat-Khuwan o Sana-Khuwan són coneguts com aquells que reciten Naat.

## Música jueva
La música jueva és la melodia compartida de les comunitats jueves religioses. La seva influència s'estén per tot el món, originant-se a l'Orient Mitjà, on els principis musicals difereixen dels del món occidental, emfatitzant el desenvolupament rítmic per sobre de l'harmonia. Hi ha tres seccions en què es pot separar la música jueva: música asquenazita, música sefardita i música mizrahí.

### Asquenazita
La forma més prevalent de música asquenazita és el klezmer, que normalment es canta en Ídix. El klezmer sovint es refereix a l'instrumentista jueu, centrant-se específicament en melodies i música asquenazita; aquest gènere era comú entre els músics jueus viatgers europeus. La música klezmer s'utilitzava i continua utilitzant-se principalment en reunions socials jueves. Els casaments, però, són el lloc principal d'aquest gènere. El klezmer es remunta fonamentalment al segle xix; hi ha una multitud de músics klezmer les edats dels quals oscil·len entre els 50 i els 80 anys, però hi ha proves que el remunten a segles anteriors. La música klezmer presenta una infinitat d'instruments diversos que es poden veure en moltes formes de música modernes, com ara violí, tambors i címbals, acordió, violoncel, clarinet i saxòfon.

### Sefardita
La música sefardita engloba música d'origen mediterrani, com ara Espanya, Turquia i Grècia. La música sefardita es canta normalment en ladino, o un dialecte judeoespanyol. Mostra estils musicals que recorden els ritmes i les melodies mediterranis. Aquest gènere toca el romanç, la vida i les tradicions religioses, i s'associa típicament amb les dones i el cant de les dones. Les dones tendeixen a cantar aquestes cançons sense harmonia ni instruments addicionals. La música sefardita té el seu origen en els jueus que vivien a l'Espanya i Portugal medievals, i es va estendre després de l'expulsió dels jueus sefardites d'Espanya i Portugal a finals del segle xv.

### Mizrahí
La música mizrahi conté elements de la música de l'Orient Mitjà, Europa i el nord d'Àfrica, tradicionalment cantada en hebreu. Els jueus mizrahi són comunitats de jueus de l'Orient Mitjà i el nord d'Àfrica. Aquest estil de música era molt impopular, i la música asquenazita era prevalent a la majoria de les comunitats jueves. Tanmateix, aquest estil va guanyar popularitat a la dècada del 1970. La música mizrahi demostra molts elements àrabs, amb instruments com l’Ud, el qanun i la darbuka. Altres elements instrumentals inclouen guitarra, trins vocals i instruments electrònics.

## Música neopagana
La música neopagana és música creada per al paganisme modern o influenciada pel paganisme modern. Ha aparegut en molts estils i gèneres, com ara música folk, música clàssica, cantautora, post-punk, heavy metal i música ambient.

## Música rastafari

### Origen
El rastafari va aparèixer a Jamaica a la dècada del 1930 com un moviment enèrgic i animat. Els no rastafaris el classifiquen com una religió a causa dels principis sobre els quals es basa el moviment. No obstant això, uns quants rastafaris veien el seu moviment com una forma de vida per als seus seguidors. La forma de vida rastafari representa la recreació de la identitat de ser africà. A mesura que el moviment es va estendre a Sud-àfrica i Jamaica, això va causar confusió sobre el que creien els rastafaris a causa de la combinació d'altres ideologies i religions que s'incorporaven a la religió. Tanmateix, com que el cristianisme és l'estructura de la religió, va interpretar parts de la Bíblia de manera diferent.
La música rastafari està persistentment lligada a la música reggae, una forma anterior de música jamaicana. A mesura que el reggae es continua estenent per tot el món, els creadors comencen a canviar el so original del reggae i la ideologia rastafari que hi ha incorporat. Diverses cançons de reggae que representen la cultura rastafari a través de lletres, temes i simbolisme.

### Tambors rastafari
Els orígens primerencs de la música rastafari es relacionen amb l'alt ús de tambors. El toc de tambors representa una forma de comunicació entre els déus rastafaris i els seus seguidors. El toc de tambors tenia lloc habitualment durant una sessió de raonament, la reunió de rastafaris per cantar, pregar i resar a la casa d'un rasta o en un centre comunitari. El comte Ossie, un baterista rastafari, va revelar uns quants patrons rítmics després de notar la sensació creixent del toc de tambors durant l'oració. La incorporació dels tambors a les sessions espirituals prové del toc de tambors africà i els africans i els rastafaris busquen la identitat cultural. La majoria dels esclaus no tenen creences religioses, casualment els rastafaris no tenen música, va conduir a la integració dels grups. Això va augmentar la propagació de la religió rastafari a mesura que els esclaus van adquirir una nova religió, i els rastafaris van gaudir de la música Buru, música rítmica afrojamaicana.

### Expansió
La difusió global del moviment rastafari s'ha vist facilitada significativament per la música reggae, atraient un públic divers a tot el món. Això ha estat especialment ressonant entre les comunitats que experimenten dificultats socials i econòmiques, proporcionant-los una font d'identitat, orgull i resistència contra els sistemes percebuts com a opressors.
El rastafari Bob Marley va ser una raó important per a la difusió de la música rastafari arreu del món. A través dels missatges religiosos retratats a les seves lletres, la religió començava a ser més popular. Marley, que expressava les seves opinions sobre assumptes polítics, justícia i pau, va augmentar la consciència de les creences úniques dels rastafaris. Els nord-americans van poder identificar trets distintius dels rastafaris com ara les rastes, la manera de parlar i el consum de marihuana. Marley continua sent una figura essencial dins de la música rastafari, i els tambors Nyabinghi continuen tocant-se al seu museu.

## Música xamànica
La música xamànica és música interpretada per xamans com a part dels seus rituals o per persones que, tot i no ser xamans, volen evocar d'alguna manera el rerefons cultural del xamanisme.

## Música xintoista
La música Xintō (神楽) és la música cerimonial per al xinto (神道), que és la religió nativa del Japó.

## Música sikh
La música sikh o Shabad kirtan és el cant d’himnes o Shabad a l'estil Kirtan del Guru Granth Sahib Jo, el text central del sikhisme. El seu desenvolupament es remunta a finals del segle xvi com a expressió musical de la poesia mística, acompanyada d'un instrument musical, el rabab. Tots els gurus sikhs cantaven en els estils de música clàssica i folklòrica predominants aleshores, acompanyats d'instruments de corda i percussió. Els gurus especificaven el raag per a cada himne a l'escriptura sagrada sikh, el Guru Granth Sahib.

## Música del sinisme (xamanisme coreà)
Muak (무악) o Musok Eumak (무속 음악), és la música xamànica tradicional coreana interpretada durant i durant un ritual xamànic, el Gut (굿).

### Origen
Geogràficament, la península coreana es pot dividir en cinc zones musicals xamaniques basades en dialectes musicals i instrumentació: les zones central, nord-oest, est, sud-oest i l'illa de Jeju.

### Tipus de música del sinisme (xamanisme coreà)

#### Sinawi (시나위)
El sinawi és una forma de música de conjunt improvisada coreana que es creu que va evolucionar a la província de Jeolla, al sud-oest de Corea.

#### Sanjo (산조)
El sanjo (música) és un estil de música tradicional coreana produït amb solos instrumentals improvisats.

### Gut (굿)
Gut (굿) és el nom d'un ritual xamànic. Durant un ritual, hi ha una taula amb ofrenes de sacrifici, conegudes com a gutsang (굿상), per als déus. Al llarg del ritual, les representacions dramàtiques o g ut nori (굿 노리) van acompanyades de música, cançons i danses. El Gut es pot classificar en rituals privats i de poble. Els rituals privats inclouen rituals de bons desitjos, rituals de curació, rituals d'entrada al món subterrani i rituals d'iniciació xamànica. L'objectiu dels rituals de poble és mantenir la pau i promoure la unitat comunitària, on el nom de cada ritual varia segons la regió. A la societat coreana moderna, les formes més comunes de gut són els rituals d'iniciació xamànica i els rituals per als morts.

#### Mudang (무당)
A la Corea del Sud contemporània, el xaman es coneix com a mudang (무당). El mudang sol ser una dona i assumeix el paper de mediadora entre esperits o déus i humans. Els mudangs es poden classificar en sessûmu (세쑤무) i kangshinmu (강신무). Els sessûmu són mudang que hereten el dret a realitzar rituals xamànics, mentre que els kangshinmu són mudang que són iniciats en el seu estatus a través d'una cerimònia.

## Música taoista
La música taoista és la música cerimonial del taoisme. La importància de la música en la cerimònia taoista es demostra revelant com les creences centrals es reflecteixen a través d'elements musicals com la instrumentació i el ritme. La creença principal del Yin i Yang es reflecteix en la categorització dels tons musicals. Els dos tons principals del cant taoista són el to Yin i el to Yang. La música taoista es pot trobar en totes les ocasions cerimonials, incloent-hi les Cinc Ofrenes i l'Oda del Desig de Longevitat.

## Cançó religiosa a Catalunya
La cançó religiosa té una gran importància en l'origen del cançoner català. El 1921 es va començar a recollir el ric patrimoni cançonístic català per elaborar l'Obra del Cançoner Popular de Catalunya. No obstant això, el projecte el van truncar la Guerra Civil i la dictadura. De fet, l'obra va restar desapareguda i oblidada fins que va tornar a Catalunya als anys 90.
La música sacra a Catalunya compta amb una llarga tradició que abraça segles d’evolució litúrgica, estils, compositors i institucions que han teixit una presència sonora viva fins avui.
- Orígens medievals i litúrgics. Els primers vestigis d’activitat musical en terres catalanes es troben en pintures rupestres i representacions antigues que mostren danses i acompanyaments musicals

Entre els segles IV i VII, la litúrgia hispànica —popular a la província de Tarraconense— adopta repertoris amb elements bizantins, que acabaran deixant pas, al segle IX, a la litúrgia romana i al cant gregorià. Els monestirs i escoles catedralícies (Ripoll, Sant Cugat, Vic, Barcelona...) van jugar un paper fonamental en la seva difusió.
- Època barroca i clàssica: escoles regionals i mestres de capella

Al llarg dels segles XVII i XVIII, la música sacra a Catalunya s’enriqueix amb compositors com Joan Pau Pujol, mestre de capella de la catedral de Barcelona, autor d’una prolífica obra polifònica
Ceremonials de l’Abadia de Montserrat: figures com Joan Cererols dirigiren l’escolania i crearen obres polifòniques notables (misses, nadales, motets)
La Escola de Montserrat assolia prestigi amb compositors com Josep Antoni Martí, Anselm Viola, Narcís Casanoves, i altres, que van produir obres com misses, salms, responsoris i 'Stabat Mater'.
Paral·lelament, a Girona, Tarragona o Olot, hi havia mestres de capella actius en la transició del barroc al clàssic: Emmanuel Gònima, Francesc Juncà, Josep Carcoler o Joan Pusalgues.
- És i modernitat: recuperació patrimonial i corals

Felip Pedrell, musicòleg i compositor, va impulsar la recuperació de la música sacra històrica, promovent publicacions i col·laboracions que influenciarien figures com Lluís Millet i Higini Anglès.
Anselm Clavé, al segle XIX, no va ser estrictament sacre, però el seu moviment coral va fomentar el cant col·lectiu i popular, amb peces de vocació comunitària i símbol cultural
- Formacions emblemàtiques: Escolania i Cappella Reial

La Escolania de Montserrat, un dels cors de nens més antics d’Europa, continua essent un referent en la interpretació de música sacra: combina repertori històric amb creacions contemporànies, i recentment ha incorporat veus femenines al cor mixt Schola Cantorum.
La Capella Reial de Catalunya, fundada el 1987 per Jordi Savall i Montserrat Figueras, és un conjunt vocal i instrumental especialitzat en música renaixentista i barroca, recuperant obres del Segle d'Or i d’autors com Morales, Victoria, Cererols i altres.
- Revitalització actual

Una mostra viva d’aquesta tradició és el Concert de Sant Esteve al Palau de la Música, que combina nadales populars catalanes i internacionals, amb arranjaments moderns i repertori coral emblemàtic com El Cant de la Senyera